# Filmtheater Arman

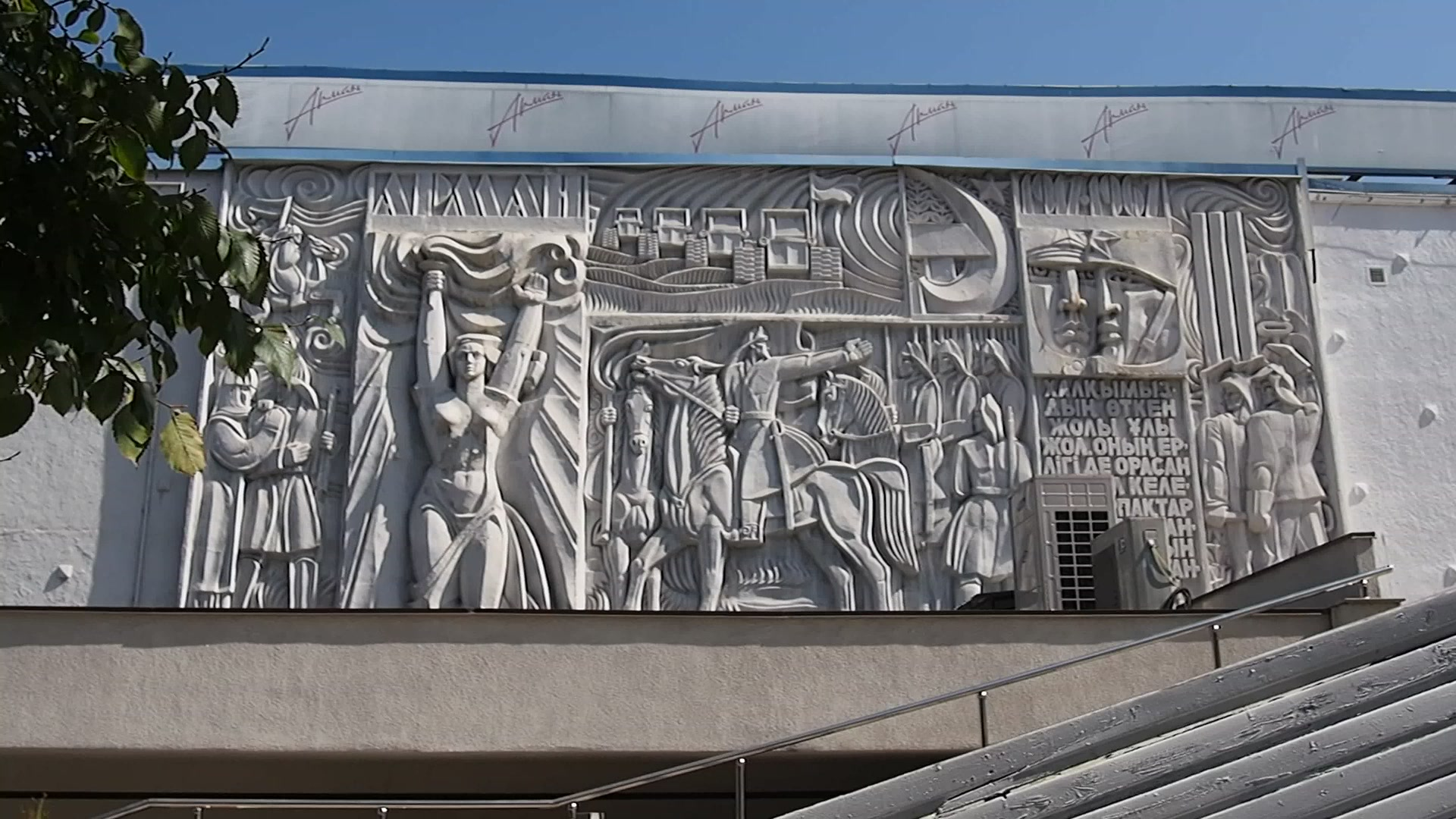
Fassadenrelief am Filmtheater Arman (2018)

Das Filmtheater Arman ist ein Kino in Almaty in Kasachstan. Das Gebäude des Kinos ist ein bedeutendes Bauwerk der sozialistischen Moderne in Kasachstan. Es wurde 1968 nach Entwürfen der Architekten A. Korschempo und I. Slonow errichtet. Es verfügt über große Fassadenreliefs an der West-, Nord- und Ostfassade. Das Relief an der Ostseite trägt den Titel Wissenschaft, das an der Westfassade Oktober. Sie wurden durch die Künstler Wiktor Konstantinow und G. Sawisionny entworfen.
Das Gebäude verbindet Elemente einer strengen Moderne mit traditionellen kasachischen Ornamenten und steht damit an einem Wendepunkt der kasachischen Architektur von einer strengen internationalen Moderne zu einer stärker ornamentierten Spätmoderne.
Der Zustand des Gebäudes verschlechtert sich seit den 1990er Jahren. Umfangreiche Renovierungspläne wurden bisher nicht umgesetzt, stattdessen erfolgten störende Eingriffe wie der Einbau von Türen mitten in den Fassadenreliefs.